# Ophiorrhiza larseniorum
Ophiorrhiza larseniorum är en måreväxtart som beskrevs av Schanzer. Ophiorrhiza larseniorum ingår i släktet Ophiorrhiza och familjen måreväxter.
Artens utbredningsområde är Thailand. Inga underarter finns listade i Catalogue of Life.